# Simonsmühle (Blindheim)

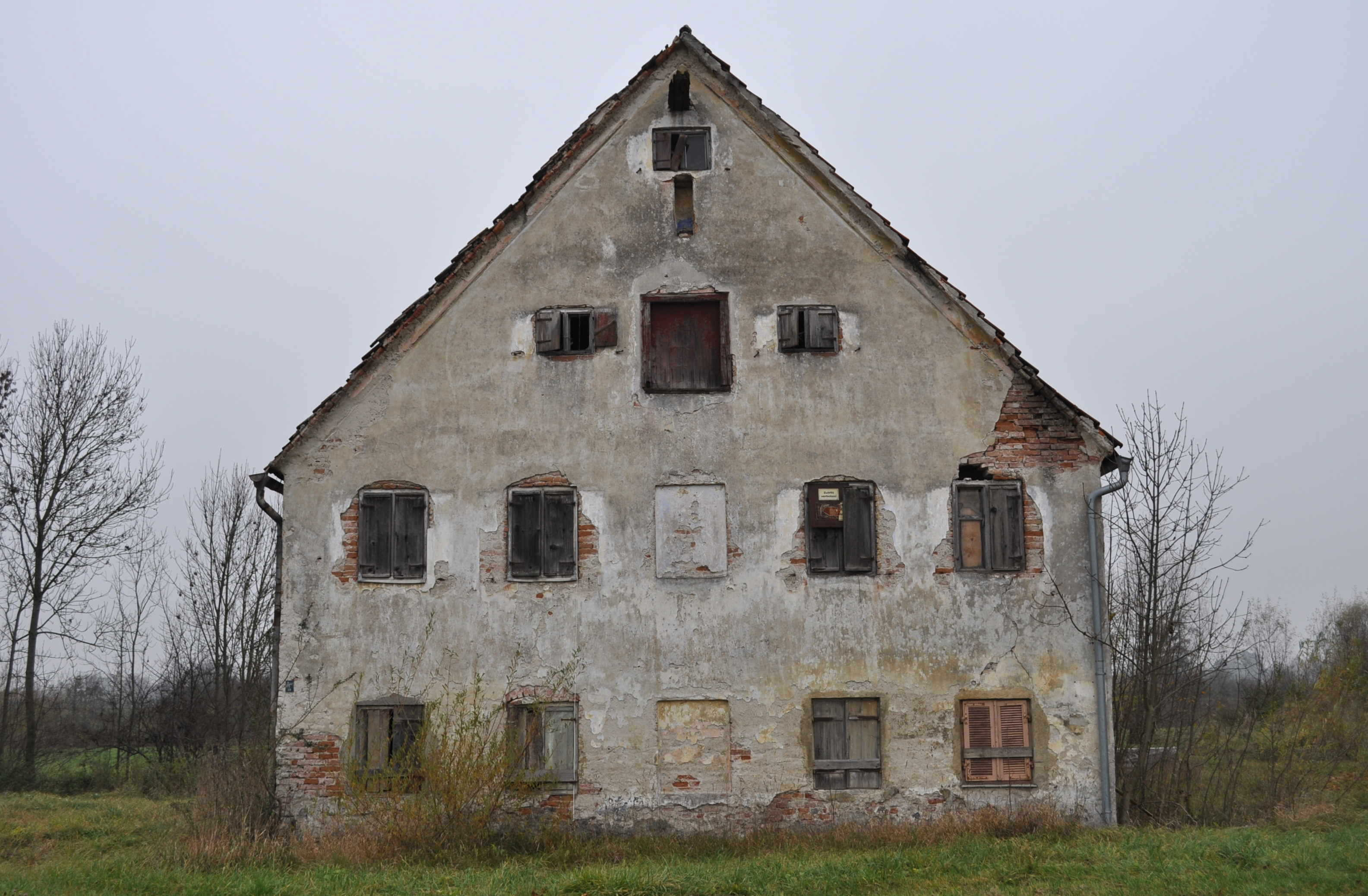
Das Wohngebäude der Simonsmühle

Die Simonsmühle war eine Mühle in Blindheim im Landkreis Dillingen an der Donau (Schwaben, Bayern). Das Gebäude steht als Baudenkmal unter Denkmalschutz.

## Lage
Die Einöde mit dem Mühlengrundstück befindet sich nördlich des Dorfes Blindheim an der Kreisstraße DLG 32. Das noch stehende Wohngebäude der Mühle hat die Anschrift Petersruhstraße 5.

## Geschichte
1269/71 gab es die früheste Erwähnung der Simonsmühle als Tercium Molendinum („dritte Mühle“). 1590 kam die „Mitelmühl“ zu Plindtheim zum Fürstentum Pfalz-Neuburg. 1624 war Simon Speth der Müller und Namensgeber der Simonsmühle. 1685 erfolgte der Wiederaufbau der Mühle nach den Verwüstungen im Dreißigjährigen Krieg. 1704 wurde die Mühle in der Schlacht bei Höchstädt als Quartier des Dukes von Marlborough genutzt und fiel bei Kampfhandlungen  den Flammen zum Opfer. 1852 erfolgte der Neubau des Wohngebäudes teilweise auf den Grundmauern des alten Mühlenbaus. 1933 wurde der Mühlbetrieb eingestellt.